# هفدهمین دوره جشنواره بین‌المللی فیلم فجر
هفدهمین دورهٔ جشنوارهٔ فیلم فجر در بهمن ۱۳۷۷ در تهران و با برگزاری بزرگداشت‌های خسرو شکیبایی، مرتضی شایسته، هارون یشایایی، رسول ملاقلی‌پور و مجید مجیدی برگزار شد.
- بهترین فیلم: روبان قرمز (ابراهیم حاتمی‌کیا) - روز واقعه (شهرام اسدی)

## برگزیدگان
- جایزهٔ ویژهٔ هیئت داوران: مصائب شیرین (علی واجدسمیعی و علیرضا داودنژاد)
- فیلم برگزیده تماشاگران: رنگ خدا (وراهنر)
- با تقدیر از: نیکی کریمی (دو زن) نقش اول زن
- با تقدیر از: حسین زندباف (هیوا) تدوین
- با تقدیر از: فردوس کاویانی (جنگجوی پیروز) نقش دوم مرد
- با تقدیر از: کمند امیرسلیمانی (قرمز) نقش دوم زن
- با تقدیر از: آیدا مطلبی (طوطیا) نقش دوم زن
- با تقدیر از: مجید مجیدی (رنگ خدا) بهترین کارگردانی

### دیپلم افتخار
- نقش اول مرد: جمشید هاشم‌پور (هیوا)، محسن رمضانی (رنگ خدا)
- بهترین فیلمنامه: حمید جبلی (پسر مریم)
- بهترین فیلمبرداری: حسن پویا (روبان قرمز)

### سیمرغ بلورین
| سیمرغ بلورین بهترین فیلم | سیمرغ بلورین بهترین کارگردانی |
| --- | --- |
| - هیوا – نگین فیلم و سازمان توسعه سینمایی سوره - دو زن – آرمان فیلم و آرتا فیلم - پسر مریم – فرشته طائرپور - قرمز – سیدغلامرضا موسوی و حبیب اسماعیلی - رنگ خدا – مجید مجیدی                                                                                    | - رسول ملاقلی‌پور – هیوا - ابراهیم حاتمی‌کیا – روبان قرمز - تهمینه میلانی – دو زن - علیرضا داوودنژاد – مصائب شیرین - مجید مجیدی – رنگ خدا |
| سیمرغ بلورین بهترین بازیگر نقش اول مرد | سیمرغ بلورین بهترین بازیگر نقش اول زن |
| - محمدرضا فروتن – قرمز در نقش ناصر ملک - سعید پورصمیمی – زشت و زیبا در نقش سردار تاتار - اکبر عبدی – جنگجوی پیروز در نقش ناصرالدین شاه - محمدرضا داوودنژاد – مصائب شیرین در نقش؟ - جمشید هاشم‌پور – هیوا در نقش رحیم - محسن رمضانی – رنگ خدا در نقش محمد رمضانی | - هدیه تهرانی – قرمز در نقش هستی مشرقی - آزیتا حاجیان – روبان قرمز در نقش محبوبه - لیلا حاتمی – شیدا در نقش شیدا فاطمی - فاطمه گودرزی – جنگجوی پیروز در نقش مهین خانم/پروین خانم - گلچهره سجادیه – هیوا در نقش هیوا اکبری - نیکی کریمی – دو زن در نقش فرشته |
| بهترین بازیگر نقش دوم مرد | بهترین بازیگر نقش دوم زن |
| - حسین محجوب – رنگ خدا در نقش پدر محمد - رضا خندان – دو زن در نقش پدر فرشته - سید هادی نایینی‌زاده – پسر مریم در نقش داوود - فرهاد قائمیان – هیوا در نقش؟ - فردوس کاویانی – جنگجوی پیروز در نقش میرزا آقاخان نوری                                               | - احترام‌السادات حبیبیان – مصائب شیرین در نقش؟ - گوهر خیراندیش – جنگجوی پیروز در نقش انسیه - اقدس سعادت‌رضایی – مصائب شیرین در نقش؟ - کمند امیرسلیمانی – قرمز در نقش منیر ملک                                                                                 |
| سیمرغ بلورین بهترین فیلمنامه | سیمرغ بلورین بهترین موسیقی متن |
| - دو زن – تهمینه میلانی - زشت و زیبا – احمدرضا معتمدی - مصائب شیرین – علیرضا داوودنژاد - هیوا – رسول ملاقلی‌پور | - زشت و زیبا – حسین علیزاده - روبان قرمز – محمدرضا علیقلی - قرمز – بابک بیات |
| بهترین صداگذاری | بهترین صدابرداری |
| - رنگ خدا – محمدرضا دلپاک - زشت و زیبا – مسعود بهنام - روبان قرمز – محسن روشن - هیوا – بهمن اردلان | - هیوا – بهمن اردلان - دو زن – پرویز آبنار - جنگجوی پیروز – یدالله نجفی - مصائب شیرین – اسحاق خانزادی - قرمز – اصغر شاهوردی و مهران ملکوتی |
| بهترین طراحی صحنه و لباس | سیمرغ بلورین بهترین فیلم‌برداری |
| - هیوا – بهناز نازی، علی فداکار - روبان قرمز – پرویز شیخ‌طادی - دو زن – ملک‌جهان خزایی - شیدا – محمدعلی نجفی - رنگ خدا – اصغر نژادایمانی | - هیوا – بهرام بدخشانی - دو زن – حسین جعفریان - قرمز – محمود کلاری - رنگ خدا – محمد داوودی |
| بهترین چهره‌پردازی | بهترین |
| - زشت و زیبا – مسعود ولدبیگی - روبان قرمز – مهرداد میرکیانی - شیدا – فرید کشن‌فلاح - هیوا – عبدالله اسکندری - رنگ خدا – سیدمحسن موسوی و نازی حشمتی | |
| سیمرغ بلورین بهترین تدوین | سیمرغ بلورین بهترین جلوه‌های ویژه |
| - روبان قرمز – هایده صفی‌یاری - بازیگر – محمدعلی سجادی - مصائب شیرین – کیومرث پوراحمد - قرمز – روح‌الله امامی | - پرواز خاموش – محمدرضا شرف‌الدین - روبان قرمز – محسن روزبهانی - هیوا – رضا رستگار و مصطفی رستگاری |
| جایزه ویژه هیئت داوران | بهترین فیلم کوتاه |
| - مصائب شیرین – علیرضا داوودنژاد و علی واجدسمیعی | |

## برگزیدگان بخش بین‌الملل (جشنوارهٔ جهانی)
- سیمرغ بلورین بهترین بازیگر زن: آزیتا حاجیان برای بازی در فیلم روبان قرمز
- سیمرغ بلورین بهترین کارگردانی: ابراهیم حاتمی‌کیا برای فیلم روبان قرمز

## بزرگداشت‌ها
- خسرو شکیبایی / بازیگر
- مرتضی شایسته / تهیه‌کننده
- هارون یشایایی / تهیه‌کننده
- رسول ملاقلی‌پور / نویسنده، کارگردان و تهیه‌کننده
- مجید مجیدی / نویسنده، کارگردان و تهیه‌کننده